# Нулевой итог
«Нулевой итог» (англ. «Zero Sum») — 21-й эпизод 4-го сезона сериала
«Секретные материалы». Премьера
состоялась 27 апреля 1997 года на телеканале FOX.
Эпизод позволяет более подробно раскрыть так называемую «мифологию сериала», заданную в пилотной серии
Режиссёр — Ким Мэннэрс, авторы сценария — Фрэнк Спотниц и Говард Гордон, приглашённые звёзды — Митч Пиледжи, Уильям Дэвис,
Лори Холден.
В США серия получила рейтинг домохозяйств Нильсена, равный 11,7, который означает, что в день
выхода серию посмотрели 18,6 миллиона человек.
Главные герои серии — Фокс Малдер (Дэвид Духовны) и Уолтер Скиннер (Митч Пиледжи)

## Сюжет
В данном эпизоде Малдер расследует гибель почтовой работницы, которая была до смерти закусана роем непонятно откуда взявшихся пчел. Однако некто, оказывающийся начальником агентов Уолтером Скиннером, тщательно уничтожает улики, вынуждаемый Курильщиком. В итоге Малдер вычисляет Скиннера и высказывает ему свои претензии, держа его на прицеле в его апартаментах